# Salomon Sprecher von Bernegg
Salomon Sprecher von Bernegg (* 14. Dezember 1697 in Chur; † 14. September 1758 bei Aussig (Böhmen)) war k.k. General der Artillerie und Landammann von Davos.

## Herkunft
Sprechers Eltern waren der Landammann Johann Andreas Sprecher von Bernegg († 1734) und dessen Ehefrau Maria Terz. Sein Bruder Johann Andreas (1701–1765) war Bundeslandammann des Zehngerichtenbunds.

## Leben
Sprecher besuchte das Gymnasium in Halle und ging 1708 mit dem Regiment Buol als Kapitän-Lieutenant in kaiserliche Dienste, anschließend wurde er Hauptmann im Regiment des François Romain von Diesbach. Mit dem Regiment kämpfte er gegen die Türken.
1717 ging er als Leutnant in spanische Dienste und 1728 kam er als Kriegskommissar in die Lombardei. 1731 kehrte er in kaiserliche Dienste zurück, er ging 1736 als Angehöriger des Regiments von Schauenstein in österreichische Dienste. 1743 erhielt er ein eigenes Regiment, mit dem er dann im Österreichischen Erbfolgekrieg kämpfte. Er nahm an den Kämpfen in Ober- und Mittelitalien gegen den König von Sizilien teil. 4. Juli 1745 wurde er zum Generalfeldwachtmeister befördert. Nach der Belagerung von Genua 1748 und dem Ende des Kriegs wurde sein Regiment entlassen. Sprecher von Bernegg wurde aber Stadtkommandant von Genua. Von 1751 bis 1758 war er dann Gouverneur von Como, wo er 1754 zum Feldmarschall-Lieutenant ernannt wurde.
Im Siebenjährigen Krieg zeichnete er sich bei der Belagerung von Prag aus und wurde 1757 zum General der Artillerie ernannt und erhielt 1757 das Infanterieregiment Hagenbach. Er kämpfte bei der Belagerung von Schweidnitz, wo er das stark verteidigte Dorf Grabisch erobern konnte. Er kam danach als Kommandant in das eroberte Breslau. Am 22. November 1757 wurde die Österreicher aber in der Schlacht bei Breslau geschlagen und die Festung eingeschlossen. Am 21. Dezember 1757 kapitulierte der General.
Der General berief anschließend ein Kriegsgericht gegen sich ein, was ihm von jeder Schuld bei der Kapitulation freisprach. Anschließend wurde er zum Kommandeur eines für Sachsen bestimmten österreichischen Armeekorps ernannt. Er reiste daraufhin nach Prag, auf dem Weg verunglückte er mit seiner Kutsche tödlich.
In der Schweiz wurde er zwischen 1727 und 1738 sechsmal zum Landammann von Davos gewählt, 1731 und 1735 war er Bundslandammann des Zehngerichtenbunds. Er befürwortete die Emigration der in der Grafschaft Chiavenna wohnenden reformierten Familien. Im frühen 18. Jahrhundert war Sprecher von Bernegg Anführer der österreichischen Partei und entschiedener Gegner der Familie von Salis.

## Familie
Er heiratete 1722 Dorothea Maria Sprecher von Bernegg (1698–1727), eine Tochter des spanischen Leutnants Johann Sprecher von Bernegg. Alle Kinder starben jung. Nach dem Tod seiner ersten Frau heiratete er 1738 Elisabeth Ursula Buol (1706–1746), eine Tochter des Stephan Buol (1658–1736). Die Ehe war kinderlos.